# Trade Fair Cup swazi de futbol
La Trade Fair Cup swazi de futbol és una competició futbolística de Swazilàndia. Des de l'any 2008 s'anomena PLS Cup.

## Historial
Font:
Trade Fair Cup
- 1984: Manzini Wanderers
- 1985: Manzini Wanderers
- 1986: Manzini Wanderers
- 1987-91: desconegut
- 1992: Denver Sundowns
- 1993: Manzini Wanderers 3-0 Ubombo Flyers
- 1994: desconegut, Green Mamba fou finalista perdedor
- 1996: Manzini Wanderers 3-1 Eleven Men in Flight
- 1997: Mbabane Swallows 1-0 Eleven Men in Flight
- 1998: Denver Sundowns 0-0 Royal Leopards [4-3 pen]
- 1999: Mbabane Highlanders 1-0 Mbabane Swallows
- 2000: Manzini Wanderers 1-0 Mbabane Highlanders
- 2001: Green Mamba 4-2 Mbabane Swallows
- 2002: Mhlambanyatsi Rovers 3-1 Manzini Wanderers
- 2003: Green Mamba 1-0 Mbabane Swallows
- 2004: Royal Leopards 1-1 Manzini Wanderers [5-4 pen]
- 2005: Green Mamba 0-0 Mbabane Swallows [4-3 pen]
- 2006: Manzini Sundowns 4-3 Mbabane Highlanders
- 2007: Mbabane Swallows 1-0 Young Buffaloes [pròrroga]

PLS Cup
- 2008: Umbelebele/Jomo Cosmos 1-0 Mbabane Highlanders
- 2009-11: no es disputà
- 2012: Mbabane Swallows 2-0 Young Buffaloes